# كوماراجيفا
كوماراجيفا ((بالسنسكريتية: कुमारजीव)‏، 344 – 413 م)  كان راهبًا وباحثًا ومبشرًا ومترجمًا بوذيًا من مملكة كوتشا.
استقر Kumārajīva في Chang'an خلال عصر الممالك الستة عشر. يُذكر في الغالب للترجمة الغزيرة للنصوص البوذية المكتوبة باللغة السنسكريتية إلى الصينية التي قام بها خلال حياته اللاحقة.
كوماراجيفا هو مؤسس مدرسة سانلون لبوذية ماهايانا، والتي تُعرف أيضًا باسم «مدرسة الأطروحات الثلاثة» والتي تعادل مدرسة سانرون اليابانية.